# 亨利·米歇尔
亨利·米歇尔（法語：Henri Michel，1947年10月28日—2018年4月24日），法国男子足球运动员、教练员。他曾带领法国参加1984年夏季奥林匹克运动会足球比赛，获得金牌。